# St. Philippus (Philippsheim)
Die Kirche St. Philippus ist die römisch-katholische Filialkirche von Philippsheim im Eifelkreis Bitburg-Prüm in Rheinland-Pfalz. Die Kapelle gehört zur Pfarrei Ordorf in der Pfarreiengemeinschaft Speicher im Dekanat Bitburg im Bistum Trier.

## Geschichte
Eine strohgedeckte turmlose Kapelle wurde 1738 errichtet, um 1850 mit Schieferdach und Dachreiter versehen und von 1947 bis 1948 beim Wiederaufbau nach den Kriegsschäden um eine Achse verlängert.

## Ausstattung
Der holzgeschnitzte Altar zeigt eine Kreuzigungsgruppe von acht Personen. Die Glocke stammt von 1972.